# Цырельников, Иван Спиридонович
Иван Спиридонович Цырельников (1874—1915) — полковник Забайкальского казачьего войска, герой Первой мировой войны.

## Биография
Родился 1 мая 1874 года, происходил из забайкальских казаков. Образование получил в Иркутском казачьем юнкерском училище, куда был зачислен 25 июня 1891 года.
Выпущен 19 января 1895 года хорунжим в 1-й Забайкальский казачий пеший батальон. 18 января 1899 года произведён в сотники. В 1900—1901 годах Цырельников сражался в Китае против боксёров.
19 января 1903 года произведён в подъесаулы. В 1904—1905 годах принимал участие в войне с Японией и за боевые отличия был награждён несколькими орденами и в 1906 году произведён в есаулы (со старшинством от 16 ноября 1904 года).
8 февраля 1911 года Цырельников был назначен в 1-й Аргунский полк Забайкальского казачьего войска и 26 августа того же года произведён в войсковые старшины.
Вскоре после начала Первой мировой войны Цырельников был произведён в полковники и назначен командиром 1-го Верхнеудинского полка Забайкальского казачьего войска. Высочайшим приказом от 4 июля 1915 года Цырельников был посмертно награждён орденом св. Георгия 4-й степени
За то, что, командуя сводным полком от 1-й Забайкальской казачьей бригады, 22-го февраля 1915 г. энергично атаковал совместно с 70-м пехотным Ряжским полком, немцев, потеснивших левый фланг армии на фронте д. д. Вал — Доманевице, не только остановил наступление немцев, но и отбросил их из первой линии окопов к госп дв. Доманевице, причём, находясь сам в передовой линии и ободряя нижних чинов, сам пал смертью героя.

## Награды
Среди прочих наград Цырельников имел ордена:
- Орден Святого Станислава 3-й степени с мечами и бантом (1901 год)
- Орден Святого Станислава 2-й степени с мечами (1902 год)
- Орден Святой Анны 2-й степени с мечами (1904 год)
- Орден Святого Владимира 4-й степени с мечами и бантом (1906 год)
- Орден Святой Анны 4-й степени (10 января 1907 года)
- Георгиевское оружие (5 мая 1915 года)
- Орден Святого Георгия 4-й степени (4 июля 1915 года)